# ASECNA
La ASECNA, sigla per Agence pour la sécurité de la navigation aérienne en Afrique et à Madagascar (Agenzia per la sicurezza della navigazione aerea in Africa e Madagascar), è l'autorità sovranazionale con sede in Senegal che sovraintende al traffico aereo civile e che ne regole le attività e le normative nei Paesi dell'Africa Occidentale e del Madagascar.
Fra le varie responsabilità dell'ente rientra l'attività volta ad assicurare la promozione e l'adeguamento alla normative ICAO a favore della sicurezza del trasporto aereo. La DCA è inoltre l'organo deputato alla nomenclatura aeroportuale dei Paesi aderenti che viene pubblicata a cadenze regolari e che può essere consultata sul sito ufficiale dell'Ente.
Gli Stati affiliati come membri all'ASECNA sono il Benin, il Burkina Faso, il Camerun, il Ciad, il Comore, la Costa d'Avorio, il Gabon, la Guinea-Bissau, la Guinea Equatoriale, il Madagascar, il Mali, la Mauritania, il Niger, la Repubblica Centrafricana, la Repubblica Democratica del Congo, il Ruanda, il Senegal, il Togo.